# Myrto Uzuni
Myrto Artan Uzuni (* 31. Mai 1995 in Berat) ist ein albanischer Fußballspieler, der seit Januar 2022 beim FC Granada in Spanien unter Vertrag steht.

## Leben und Karriere
Uzunis Familie wanderte in seiner Jugendzeit nach Griechenland aus und kehrte 2012 nach Berat zurück, wo er der lokalen Mannschaft FK Tomori Berat beitrat und für die U17-Auswahl des Vereins spielte. Mit 14 Treffern war er der beste Torschütze der U17-Liga 2012/13. Ab 2013 spielte er in der U19-Auswahl. Seine Leistungen führten zu einer Berufung in die erste Mannschaft von Trainer Madrid Muxhaj, die in der zweithöchsten Liga spielte.
Im Jahr 2013 gab er sein Profidebüt im albanischen Pokal gegen KS Pogradeci. Weiterhin war er ein wichtiger Spieler für die U-19-Mannschaft von Tomori. Für das Rückspiel im Pokal gegen Pogradeci wurde er erneut in die erste Mannschaft berufen. Mit einem Treffer in der zweiten Minute trug er zum Sieg der Mannschaft bei.
Uzuni gab im Dezember 2013 sein Ligadebüt in der albanischen Kategoria e parë gegen KS Veleçiku Koplik. Insgesamt absolvierte er elf Spiele in der zweithöchsten albanischen Liga. In seiner ersten Profisaison erzielte er in vier Spielen des albanischen Pokals zwei Tore und in insgesamt 15 Spielen für Tomoris erste Mannschaft drei Tore. Für seine Leistungen im Jahr 2014 wurde er zum Spieler des Jahres des Vereins gekürt.
Kurz nach der Verleihung dieser Auszeichnung wechselte er im Januar 2015 zum Erstligisten KF Apolonia Fier. Der Mannschaft gelang aber der Erhalt in der Kategoria Superiore nicht; Uzuni konnte in 18 Spielen nur einen Treffer verzeichnen. Besser lief es im zweiten Jahr nach dem Abstieg: In der Saison 2016/17 erzielte Uzuni in 26 Spielen für Apolonia 17 Tore.
Im August 2017 wechselte Uzuni für 20.000 € zurück in die erste Liga zum KF Laçi spielte er erstmals in einem Meisterschaftsspiel gegen Partizani Tirana, das gewonnen wurde. Am 10. Dezember erzielte Uzuni das einzige Tor des Spiels gegen Skënderbeu Korçë, womit die ungeschlagene Serie der Korçaner in der Liga beendet wurde. Es war Laçis erster Ligasieg gegen Skënderbeu seit April 2015. Am 14. März 2018 erzielte er beim 3: 1-Sieg in Lushnja sein erstes Doppelpack sowie am letzten Spieltag ein weiteres Doppelpack beim 4:2-Heimsieg gegen Teuta Durrës. Laçi belegte den vierten Platz und kehrte zum ersten Mal seit drei Jahren wieder in die UEFA Europa League zurück.
Uzuni spielte für Laçi 2018 im Finale des albanischen Fußballpokals und im Supercup sowie außerdem erfolgreich im Kader von Trainer Besnik Prenga in der UEFA Europa League 2018/19. Sein letztes Spiel für Laçi absolvierte er am 31. August 2018. Im September 2018 wechselte er ins Ausland mit einem Vierjahresvertrag mit dem kroatischen Verein Lokomotiva Zagreb. Sein Wettbewerbsdebüt hatte er mit der Nummer 21 am 16. September gegen NK Slaven Belupo Koprivnica.
Im August 2020 wechselte Uzuni für 1,8 Millionen Euro zum ungarischen Meister Ferencváros Budapest. Dort gewann er in den folgenden Jahren insgesamt drei nationale Titel und absolvierte seine ersten Partien in der UEFA Champions League.  Im Januar 2022 wechselte Uzuni für 3,5 Millionen Euro zu dem spanischen Erstligisten FC Granada, stieg mit ihm jedoch am Saisonende als Drittletzter ab. Mit dem Verein feierte er in der Spielzeit 2022/23 den direkten Wiederaufstieg in die Primera División und der Stürmer wurde mit 23 Toren Torschützenkönig der Zweiten Liga.

## Nationalmannschaft
Nach einigen beeindruckenden Leistungen in der heimischen Superliga mit Apolonia Fier erhielt er seinen ersten internationalen Aufruf für die albanische U-21 unter Cheftrainer Skënder Gega zur Teilnahme an einem dreitägigen Vorbereitungslager in Durrës im Februar 2015. Zum ersten Mal gehörte er im März 2015 beim Qualifikationsspiel für die U-21-Europameisterschaft 2017 gegen Liechtenstein zum Aufgebot. Bei diesem Sieg stand er über die ganze Spiellänge auf dem Feld. Beim Unentschieden gegen Tschechien gelang ihm sein erster Treffer, der einzige für die Mannschaft. Insgesamt spielte er sieben Mal für die U-21.
2018 spielte er erstmals für die A-Nationalmannschaft im Rahmen der UEFA Nations League und hatte hier sein Debüt am 10. Oktober 2018 gegen Israel. Sein erstes Tor erzielte er am 11. November 2020 im Freundschaftsspiel gegen den Kosovo.

## Erfolge
- Ungarischer Meister: 2021, 2022
- Ungarischer Pokalsieger: 2022
- Spanischer Zweitligameister: 2023

## Auszeichnungen
- Torschützenkönig der Magyar Kupa: 2022 (8 Tore)
- Torschützenkönig der Segunda División: 2023 (23 Tore)